# Монте-Коломбо
Монте-Коломбо (італ. Monte Colombo) — колишній муніципалітет в Італії, у регіоні Емілія-Романья,  провінція Ріміні. З 1 січня 2016 року Монте-Коломбо є частиною новоствореного муніципалітету Монтескудо-Монте-Коломбо.
Монте-Коломбо розташоване на відстані близько 230 км на північ від Рима, 120 км на південний схід від Болоньї, 15 км на південь від Ріміні.
Населення — 3451 особа (2014).
Щорічний фестиваль відбувається 11 листопада. Покровитель — святий Мартин Турський.

## Демографія

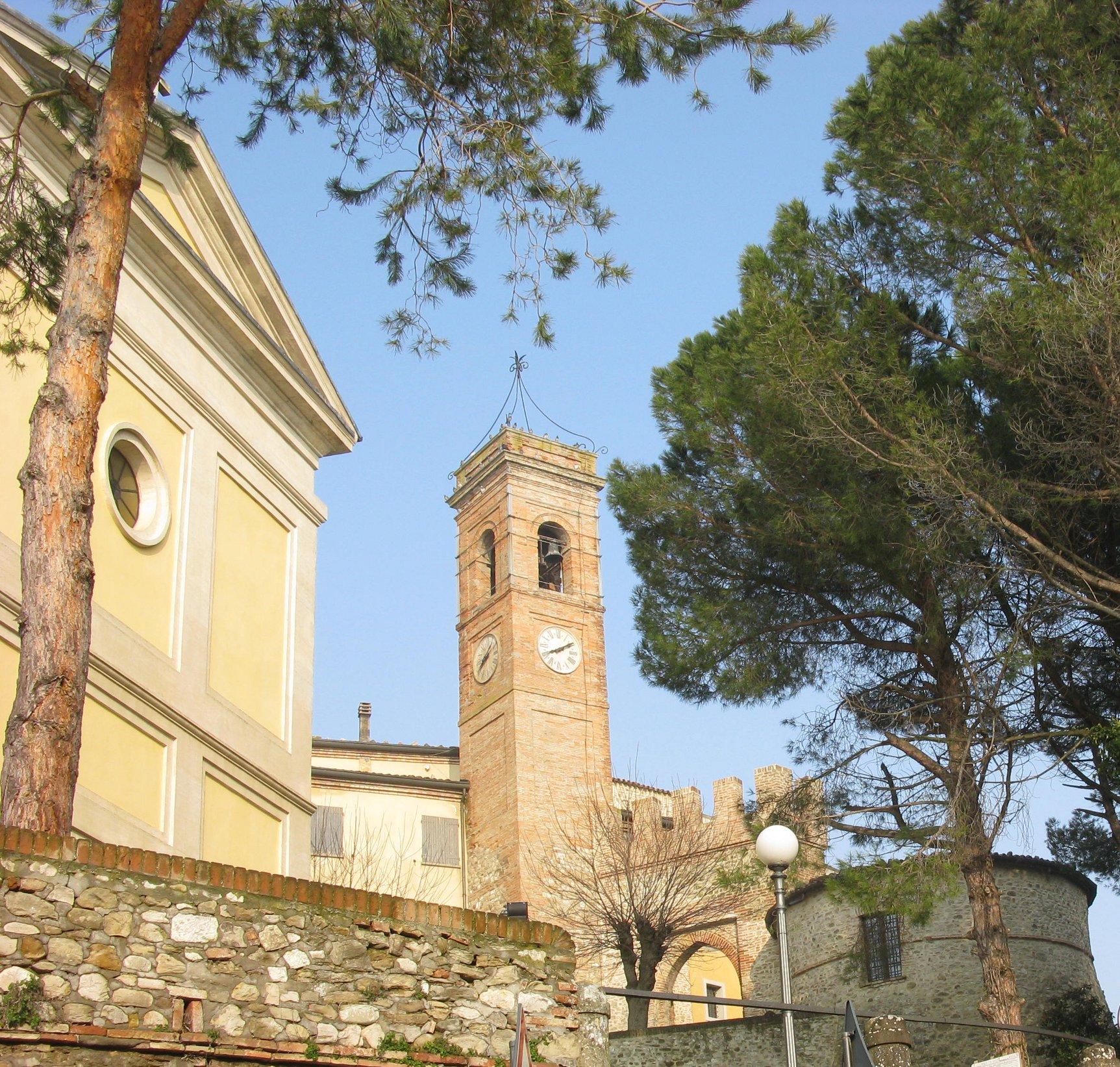
Monte Colombo

Населення за роками:

Станом на 31 грудня 2014 року в муніципалітеті офіційно проживало 247 іноземців з 32 країн, серед них 73 громадяни країн Євросоюзу та 39 громадян України.

## Сусідні муніципалітети
- Коріано
- Джеммано
- Монтескудо
- Сан-Клементе